# كارلوس كوينتيرو
كارلوس كوينتيرو (بالإسبانية: Carlos Quintero)‏ (و. 1986  م) هو راكب دراجة هوائية كولومبي، شارك في طواف إيطاليا 2014، وطواف كولومبيا 2018، وفولتا كولومبيا 2018.

## سباقات أو مراحل فاز بها
| التاريخ        | السباق                       | المركز                                                                  |
| -------------- | ---------------------------- | ----------------------------------------------------------------------- |
| 08 مايو 2012   | أربعة أيام من دونكيرك 2012   | الأول في تصنيف الجبال                                                   |
| 17 مارس 2015   | تيرينو ادرياتيكو 2015        | الأول في تصنيف الجبال                                                   |
| 17 سبتمبر 2015 | كوبا بيرنوشي 2015            | الرابع في التصنيف العام                                                 |
| 30 يوليو 2016  | طواف بحيرة تشينغهاى 2016     | الرابع في تصنيف الجبال                                                  |
| 01 أكتوبر 2017 | 2017 Clásico RCN             | الثاني في تصنيف الجبال                                                  |
| 19 أغسطس 2018  | فولتا كولومبيا 2018          | الخامس في تصنيف النقاط، السابع في تصنيف الجبال                          |
| 30 سبتمبر 2018 | 2018 Clásico RCN             | العاشر في تصنيف الجبال، السابع في تصنيف النقاط                          |
| 14 أبريل 2019  | كلاسيكا بريمافيرا 2019       | الثاني في التصنيف العام                                                 |
| 26 أبريل 2019  | جيرو ديل ترينتينو 2019       | الثاني في تصنيف الجبال                                                  |
| 05 مايو 2019   | فولتا أستورياس 2019          | الثاني في تصنيف النقاط                                                  |
| 23 نوفمبر 2019 | طواف فوزهو 2019              | الثاني في تصنيف الجبال، الثالث في التصنيف العام، الرابع في تصنيف النقاط |
| 21 فبراير 2021 | 2021 Grand Prix Velo Alanya  | الفائز في التصنيف العام                                                 |
| 07 مارس 2021   | 2021 Grand Prix Gündoğmuş ME | الفائز في التصنيف العام                                                 |

## روابط خارجية
- كارلوس كوينتيرو على موقع الاتحاد الدولي للدراجات (الإنجليزية)
- كارلوس كوينتيرو على موقع أرشيف الدراجات (الإنجليزية)
- كارلوس كوينتيرو على موقع إحصائيات الدراجات الإحترافية (الإنجليزية)
- كارلوس كوينتيرو على موقع نسبة الدراجات (الإنجليزية)
- كارلوس كوينتيرو على موقع CycleBase (الإنجليزية)